# 247P/LINEAR
247P/LINEAR – kometa krótkookresowa, należąca do rodziny Jowisza.

## Odkrycie
Kometa została odkryta 5 listopada 2002 w ramach programu obserwacyjnego LINEAR.

## Orbita komety i właściwości fizyczne
Orbita komety 247P/LINEAR ma kształt elipsy o mimośrodzie 0,62. Jej peryhelium znajduje się w odległości 1,50 j.a., aphelium zaś 6,49 j.a. od Słońca. Jej okres obiegu wokół Słońca wynosi 7,99 roku, nachylenie do ekliptyki to wartość 13,73°.
Jądro tej komety ma rozmiary maks. kilku km.